# Aljojuca
Aljojuca es una localidad del estado mexicano de Puebla. Es cabecera del municipio de Aljojuca.

## Demografía
| Censo | Población |
| ----- | --------- |
| 1900  | 2428      |
| 1910  | 2151      |
| 1921  | 1985      |
| 1930  | 2283      |
| 1940  | 2427      |
| 1950  | 2671      |
| 1960  | 2642      |
| 1970  | 3204      |
| 1980  | 3677      |
| 1990  | 3765      |
| 1995  | 3947      |
| 2000  | 4006      |
| 2005  | 3560      |
| 2010  | 3821      |
| 2020  | 4147      |